# Kerntechnische Anlage Majak
Majak (russisch производственное объединение «Маяк» „Produktionsverbund ‚Majak‘“, von russ. Majak für „Leuchtturm“; auch als Chemiekombinat Majak oder Tscheljabinsk-65 bezeichnet) ist eine kerntechnische Anlage in Russland in der Oblast Tscheljabinsk bei Osjorsk. Sie war die erste Anlage zur industriellen Herstellung spaltbaren Materials für Kernwaffen der Sowjetunion. Seit 1987 produziert Majak kein kernwaffenfähiges Material mehr. Haupttätigkeitsfelder sind seitdem die Produktion von Radionukliden und die Wiederaufarbeitung von Kernbrennstoffen. Durch den regulären Betrieb der Anlage und diverse Unfälle, unter anderem durch den Kyschtym-Unfall im Jahr 1957, wurden sehr große Mengen radioaktiver Substanzen in die Umwelt abgegeben. Aufgrund der teilweise immer noch andauernden Geheimhaltung und strengen Zugangsbeschränkungen zur Anlage und zur Stadt Osjorsk sind bis heute nur eingeschränkt verlässliche Informationen bekannt.

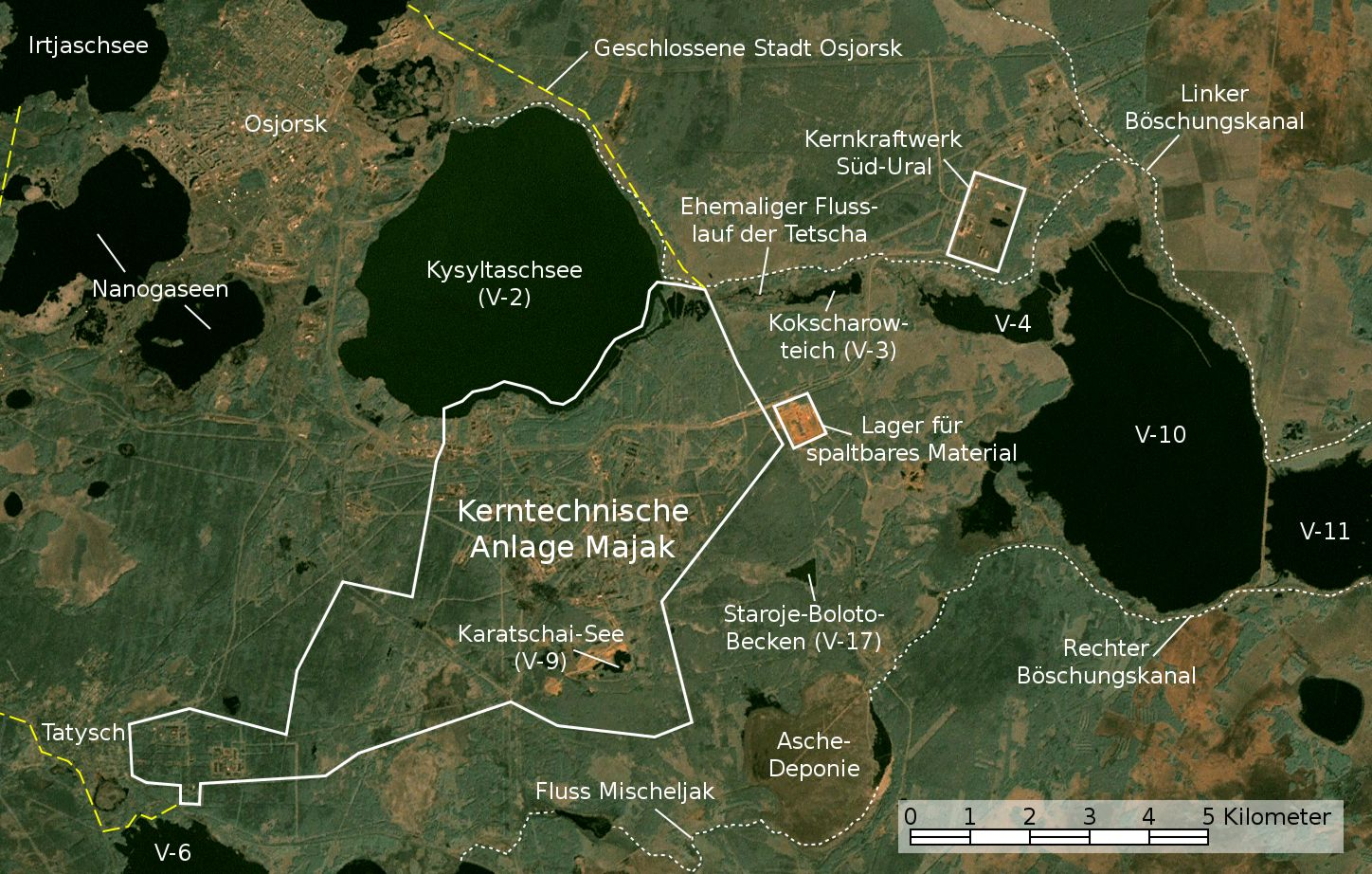
Satellitenbild von Majak und Umgebung

## Geschichte
Das „Chemiekombinat Majak“ wurde von 1945 bis 1948 als „Kombinat 817“ zusammen mit der zugehörigen Stadt (heute Osjorsk) in großer Eile als Teil des sowjetischen Atomwaffenprojektes errichtet. Es entstand teilweise aus einem vorherigen Industriekomplex. Im November 1945 wurden die ersten Gebäude der Stadt errichtet. Die Gesamtleitung des Baus hatte Jakow Dawydowitsch Rapoport, zuvor stellvertretender Bauleiter des Weißmeer-Ostsee-Kanals. Ab 1947 übernahm Michail Michailowitsch Zarewski die Konstruktion des ersten Reaktorgebäudes und weiterer Gebäude des Komplexes. Chefingenieur war Nikolai Antonowitsch Dolleschal, der auch für die Konstruktion des ersten Reaktors A verantwortlich war.
Als erster Reaktor ging ein Uran-Graphit-Reaktor im Juni 1948 in Betrieb. Im Dezember des gleichen Jahres nahm eine radiochemische Anlage zur Aufbereitung des im Reaktor produzierten Plutoniums den Betrieb auf.
Erster wissenschaftlicher Leiter war Witali Chlopin, unter anderem verantwortlich für die Wiederaufarbeitungsanlage B.
Anlage V zur metallurgischen Weiterverarbeitung, in der die Plutoniumhalbkugeln für die Atomwaffen gefertigt wurden, ging 1949 in Betrieb. Deren Leitung hatte Andrei Anatoljewitsch Botschwar inne.
Einem Bericht der CIA zufolge wurden bei den Konstruktionsarbeiten etwa 70.000 Zwangsarbeiter eingesetzt.
In Majak wurde während der Sowjetzeit vor allem waffenfähiges Plutonium für die Kernwaffen-Produktion gewonnen, unter anderem für die erste sowjetische Atombombe.
Zeitweise waren in Majak bis zu 25.000 Menschen beschäftigt, 2003 noch etwa 14.000 Menschen.
Zwischen 1948 und 1987 gingen dort insgesamt zehn Kernreaktoren in Betrieb. Seit 1987 produziert Majak kein kernwaffenfähiges Material mehr. Bis 1991 wurden acht der zehn Reaktoren stillgelegt. Die zwei noch in Betrieb befindlichen Reaktoren produzieren unter anderem Isotope zu medizinischen, militärischen und Forschungszwecken. Außerdem wird in Majak Brennstoff für Kernkraftwerke und U-Boote hergestellt sowie abgebrannte Brennelemente wiederaufgearbeitet.
Generaldirektor der gesamten Anlage ist seit Dezember 2007 der Physiker Sergei Baranow (* 1957).
Die Anlage hatte bei ihrer Inbetriebnahme 1949 noch keine Möglichkeit, ihre radioaktiven Abfälle zu entsorgen. Daher wurden diese in dem nahe gelegenen Fluss Tetscha entsorgt, was zu einer starken radioaktiven Belastung führte. Ab 1951 durften die Einwohner den Fluss nicht mehr nutzen. Da aber keine Begründung für die Maßnahme gegeben wurde, wurde die Anweisung ignoriert. Zur gleichen Zeit begann man heimlich, die Anwohner auf Strahlenschäden zu untersuchen. 1953 wurde das erste Dorf evakuiert, 1956 wurde dann der Fluss abgesperrt; 19 Dörfer entlang des Flusses mit insgesamt ca. 10.000 Einwohnern wurden geräumt. Die Gebäude wurden zerstört. Es wird geschätzt, dass bis zu diesem Zeitpunkt bereits 100 Petabecquerels in den Fluss gelangt waren und er in seiner vollen Länge kontaminiert war.
1957 explodierte in der Anlage ein Tank für radioaktiven Abfall (siehe Kyschtym-Unfall). Der Unfall wurde auf der Internationalen Bewertungsskala für nukleare Ereignisse (INES) auf der zweithöchsten Stufe 6 (schwerer Unfall) eingeordnet und ist damit der drittschwerste Nuklearunfall der Geschichte nach der Katastrophe von Tschernobyl (1986) und der Nuklearkatastrophe von Fukushima (2011).
20.000 km² mit etwa 270.000 Einwohnern wurden dabei radioaktiv belastet. Im Jahr darauf wurde die bis heute existierende Sperrzone eingerichtet.
Das Gebiet um Majak war eines der letzten Ziele, die Francis Gary Powers auf seinem Spionageflug am 1. Mai 1960 überflog, bevor sein Flugzeug abgeschossen wurde.
1967 fiel der nahe Karatschai-See trocken. Die radioaktiven Sedimente wurden aufgewirbelt und bildeten eine ca. 100 km lange Fahne. Der See blieb über Jahrzehnte das radioaktivste Gewässer weltweit, 2015 wurde der See geleert und zubetoniert.
Nachrichten zu dem Unfall in Majak kamen erst im November 1979 durch den Dissidenten Schores Medwedew in den Westen, die Bewohner wurden sogar erst 1989 im Rahmen von Glasnost informiert.
Mehrmals in den letzten Jahren wurde Majak die Betriebserlaubnis ganz oder teilweise für kurze Zeit entzogen. Im Frühjahr 1997 wurde die Wiederaufarbeitungsanlage abgeschaltet, weil die Betriebserlaubnis eine Verglasung hochradioaktiver Abfälle vorschrieb, diese aber aufgrund einer defekten Verglasungsanlage nicht durchgeführt werden konnte. Noch im selben Jahr nahm die Wiederaufarbeitungsanlage ihren Betrieb wieder auf, nachdem ausreichend Zwischenlager bis zur Inbetriebnahme der neuen Verglasungsanlage nachgewiesen worden waren.
Am 1. Januar 2003 wurde der Betrieb der Atomanlage von russischen Behörden erneut vorübergehend gestoppt, weil nach wie vor radioaktive Abfälle in offene Gewässer eingeleitet wurden, was nach russischen Umweltschutzgesetzen nicht erlaubt war. Eine Wiederaufnahme des Betriebs konnte erst nach der Installation von neuen technischen Anlagen genehmigt werden, die die Freisetzung von radioaktiven Abwässern reduzieren.
Pläne, die nie in Betrieb gegangene Brennelementefabrik in Hanau nach Majak zu verkaufen, wurden im Jahr 2000 aufgegeben.
Im Jahr 2010 kritisierte die Umweltschutzorganisation Greenpeace den Schweizer Energieversorger Axpo, weil dieser in Majak wiederaufgearbeitete Brennstäbe verwendet, ohne dies anzugeben. Die Brennstäbe werden in den Kernkraftwerken Beznau und Gösgen genutzt. Die Firma kündigte daraufhin an, die Herkunft der Brennstäbe besser zu kontrollieren und die Lieferverträge zu überprüfen.
Die Anlage wurde 2010 durch die Wald- und Torfbrände in Russland bedroht. Am 9. August 2010 verhängten die Behörden in der Nähe der Anlage den Notstand, weil sich die Flammen der Anlage näherten. Kurz darauf wurde jedoch Entwarnung gegeben.
Im September 2010 wurden Pläne bekannt, wonach 951 Brennelemente aus dem Forschungszentrum Dresden-Rossendorf, die derzeit im Zwischenlager Ahaus lagern, nach Majak geschickt werden sollten. Dort sollten sie wiederaufgearbeitet werden, um anschließend in russischen Kernkraftwerken verwendet zu werden. Das Vorhaben stieß auf Kritik von deutschen und russischen Umweltschutzorganisationen, die unter anderem die Möglichkeit einer sicheren Lagerung in Majak bezweifelten. Anfang Dezember 2010 lehnte Bundesumweltminister Norbert Röttgen die Ausfuhrgenehmigung ab, da er nicht überzeugt gewesen sei, dass dort die vorgeschriebene schadlose Verwertung des Atommülls gewährleistet werden könne.

### Bezeichnung
Im Laufe der Zeit wurde die Anlage häufiger umbenannt: Von 1946 bis 1967 wurde Majak als „Kombinat 817“ (russ. Комбинат № 817) bezeichnet, von 1967 bis 1989 als „Chemiekombinat Majak“ (Химический комбинат «Маяк»). Zwischen 1990 und 2001 lautete die Bezeichnung „Produktionsverbund Majak“ (Производственное объединение «Маяк»), seit 2001 „Föderaler staatlicher unitärer Betrieb Produktionsverbund Majak“ (Федеральное государственное унитарное предприятие Производственное объединение «Маяк»; ФГУП ПО «Маяк»).
Auch die zugehörige geschlossene Stadt Osjorsk hatte lange Zeit keinen offiziellen Namen, sondern wurde zunächst nur als Tscheljabinsk-40, später dann als Tscheljabinsk-65 (eine Art Postfachadresse) bezeichnet.

## Aufbau und Struktur

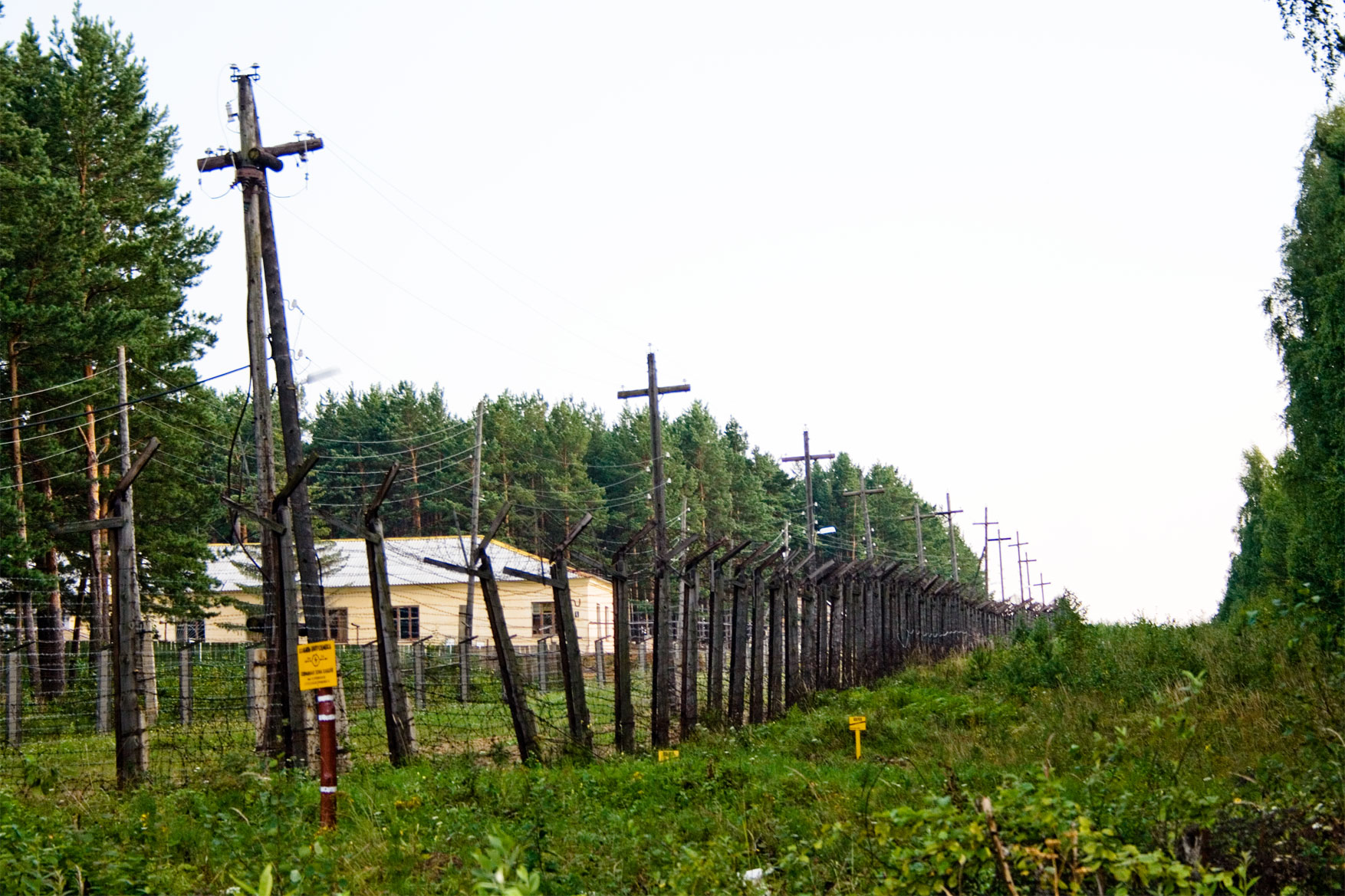
Umzäunung der kerntechnischen Anlage Majak

Das Gelände der Anlage umfasst etwa 90 km². Angrenzend liegt Osjorsk, in der ein Großteil der Belegschaft von Majak lebt. Die Anlage – wie auch Majak selbst – war in der Sowjetunion nicht auf öffentlich zugänglichen Landkarten verzeichnet. Die Lage der zusammen mit der Anlage erbauten Stadt wurde so gewählt, dass sie bei den dort vorherrschenden Winden möglichst wenig von den schädlichen Abgasen der Anlage betroffen sein würde. Auf dem Gelände befinden sich unter anderem mehrere Kernreaktoren, eine Wiederaufarbeitungsanlage und mehrere Lager für spaltbares Material, insbesondere für radioaktive Abfälle. Majak ist umgeben von einer etwa 250 km² großen Sperrzone.
Etwa 7 km nordöstlich befindet sich die Baustelle des Kernkraftwerks Süd-Ural.

### Reaktoren
| Reaktorname     | Reaktortyp           | Betriebsbeginn | Abschaltung | Anmerkungen                                         |
| --------------- | -------------------- | -------------- | ----------- | --------------------------------------------------- |
| A (Anuschka)    | Uran-Graphit-Reaktor | 01.06.1948     | 16.06.1987  | 100 MWtherm, später aufgerüstet auf 500 MWtherm     |
| AI              | Uran-Graphit-Reaktor | 22.12.1951     | 25.05.1987  | Forschungsreaktor                                   |
| AW-1            | Uran-Graphit-Reaktor | 15.07.1950     | 12.08.1989  | 300 MWtherm                                         |
| AW-2            | Uran-Graphit-Reaktor | 30.03.1951     | 14.07.1990  |                                                     |
| AW-3            | Uran-Graphit-Reaktor | 15.09.1952     | 10.11.1991  |                                                     |
| OK-180          | Schwerwasserreaktor  | 17.10.1951     | 03.03.1966  |                                                     |
| OK-190          | Schwerwasserreaktor  | 27.12.1955     | 08.10.1965  |                                                     |
| OK-190M         | Schwerwasserreaktor  | 1966           | 16.04.1986  |                                                     |
| Ljudmila (LF-2) | Schwerwasserreaktor  | 31.12.1987     | In Betrieb  | 1000 MWtherm                                        |
| Ruslan          | Leichtwasserreaktor  | 18.06.1979     | In Betrieb  | umgerüstet, zuvor Schwerwasserreaktor, 1000 MWtherm |
| neuer Reaktor   | unbekannt            | 2023 geplant   | In Bau      | Ersatz für Ruslan und Ljudmilla                     |

Der erste Reaktor in Majak war der wassergekühlte graphitmoderierte Reaktor A, von der Belegschaft auch Anuschka genannt. Er wurde erstmals am 7. Juni 1948 kritisch. Er wurde mit 150 Tonnen Uran beladen, fast der gesamten in der Sowjetunion zu dieser Zeit verfügbaren Menge. Das Spaltmaterial (Plutonium) der ersten sowjetischen Atombombe, RDS-1, wurde in Reaktor A gewonnen. Reaktor A hatte ursprünglich eine thermische Leistung von 100 MW, wurde aber später auf 500 MW aufgerüstet. Bei Störungen und Unfällen wurden freigesetzte Spaltprodukte durch ein System mehrerer Luftfilter geleitet, die verschiedene radioaktive Elemente herausfiltern sollten.
Vor allem während der ersten Betriebsjahre gab es zahlreiche technische Probleme mit dem Reaktor. Hauptproblem waren die Aluminiumröhren für die Uran-Pellets, die aufgrund von Korrosion und Überhitzung brüchig und undicht wurden. Die Reparaturen erforderten ein Entladen des Reaktors. Normalerweise sollte der Brennstoff nach unten entladen und unter Wasser gesammelt werden. Da jedoch zu wenig weiterer Brennstoff zum Nachladen zur Verfügung stand, wurde das Spaltmaterial nach oben in den Reaktorraum entladen, unter hoher Strahlenbelastung der Arbeiter.
Zwischen 1950 und 1952 gingen mit den AW-Reaktoren drei weitere Graphit-Reaktoren in Betrieb, deren Bauweise ähnlich oder identisch war. 1951 wurde der erste OK-Schwerwasserreaktor in Betrieb genommen, zwei weitere folgten 1955 und 1966. Die ersten beiden OK-Reaktoren wurden aber bereits nach 15 bzw. 10 Jahren abgeschaltet; die Gründe dafür sind nicht bekannt.
Die beiden aktuell (2019) in Betrieb befindlichen Reaktoren Ruslan und Ljudmila (auch als LF-2 bezeichnet) haben eine thermische Leistung von jeweils 1000 MW und dienen der Produktion unter anderem von 14C, 60Co, 192Ir, 238Pu und Tritium. Beide Reaktoren sollen durch einen neuen ersetzt werden, der sich seit 2018 in Bau befindet und 2023 in Betrieb gehen soll. Am 14. Februar 2019 kam es auf der Baustelle des neuen Reaktors zu einem kleinen Brand.

### Wiederaufarbeitung
Zur Produktion von Kernwaffen oder zur erneuten Verwendung in Kernreaktoren müssen abgebrannte Brennelemente wiederaufgearbeitet werden. 1948 ging für die Gewinnung kernwaffenfähigen Plutoniums aus abgebrannten Brennelementen die Anlage B in Betrieb. Ab 1960 wurde sie dann von Anlage DB abgelöst, die bis 1987 in Betrieb war. In einem weiteren Verarbeitungsschritt wurde das aufbereitete Plutonium in der 1949 gebauten Anlage V nahe der Siedlung Tatysch (siehe Satellitenbild von Majak und Umgebung) dann metallurgisch für die Nutzung von Kernwaffen verarbeitet. Auch nach dem Stopp der Kernwaffenproduktion im Jahr 1987 ist diese Anlage weiter in Betrieb. Ihre aktuellen Aufgaben sind nicht bekannt.
Zur zivilen Verwendung werden seit 1977 Brennelemente in der Anlage RT-1 wiederaufgearbeitet. Aktuell werden dort Brennelemente aus den (Kernkraftwerks-)Reaktortypen WWER-440, BN-350 und BN-600 sowie aus einigen Marine- und Forschungsreaktoren verarbeitet. Die aufgearbeiteten Kernbrennstoffe werden anschließend unter anderem zur Produktion von Brennelementen für RBMK-Kernkraftwerke oder von MOX-Brennelementen verwendet. Obwohl für 410 Tonnen pro Jahr ausgelegt, verarbeitete die Anlage im Jahr 2004 nur etwa 150 Tonnen abgebrannten Brennstoff, unter anderem aufgrund der Abnutzung der Anlage und gesetzlichen Begrenzungen für die Ableitung radioaktiven Abfalls in die Umwelt. Die Wiederaufarbeitung für zivile Zwecke ist neben der Produktion von radioaktiven Isotopen heute das Haupttätigkeitsfeld von Majak.
Die bei der Wiederaufarbeitung entstehenden hochradioaktiven Abfälle werden (nach Zwischenlagerung in flüssiger Form) in einer Verglasungsanlage für die Zwischen- bzw. Endlagerung vorbereitet. Mittel- und schwachradioaktive Abfälle der Wiederaufarbeitung werden hauptsächlich in den Karatschai-See eingeleitet.

### Produktion von radioaktiven Isotopen
Bereits seit den frühen 1950er Jahren werden in Majak spezielle radioaktive Isotope (Radionuklide) hergestellt. So wurde unter anderem Tritium für die Verwendung in Kernwaffen gewonnen (beispielsweise für sogenannte geboostete Spaltbomben). Andere Isotope wurden zur Verwendung in Radionuklidbatterien oder zur medizinischen, landwirtschaftlichen oder industriellen Nutzung gewonnen.
Heute produzieren die zwei in Betrieb verbliebenen Reaktoren Isotope zu medizinischen, militärischen und Forschungs-Zwecken. Nach eigenen Angaben ist Majak Weltmarktführer beim Verkauf von 137Cs und Neutronenquellen auf Basis von 241Am und liefert 30 % des Weltmarkts an 60Co; über 90 % der Produktion wird exportiert.

### Lagereinrichtungen für spaltbares Material

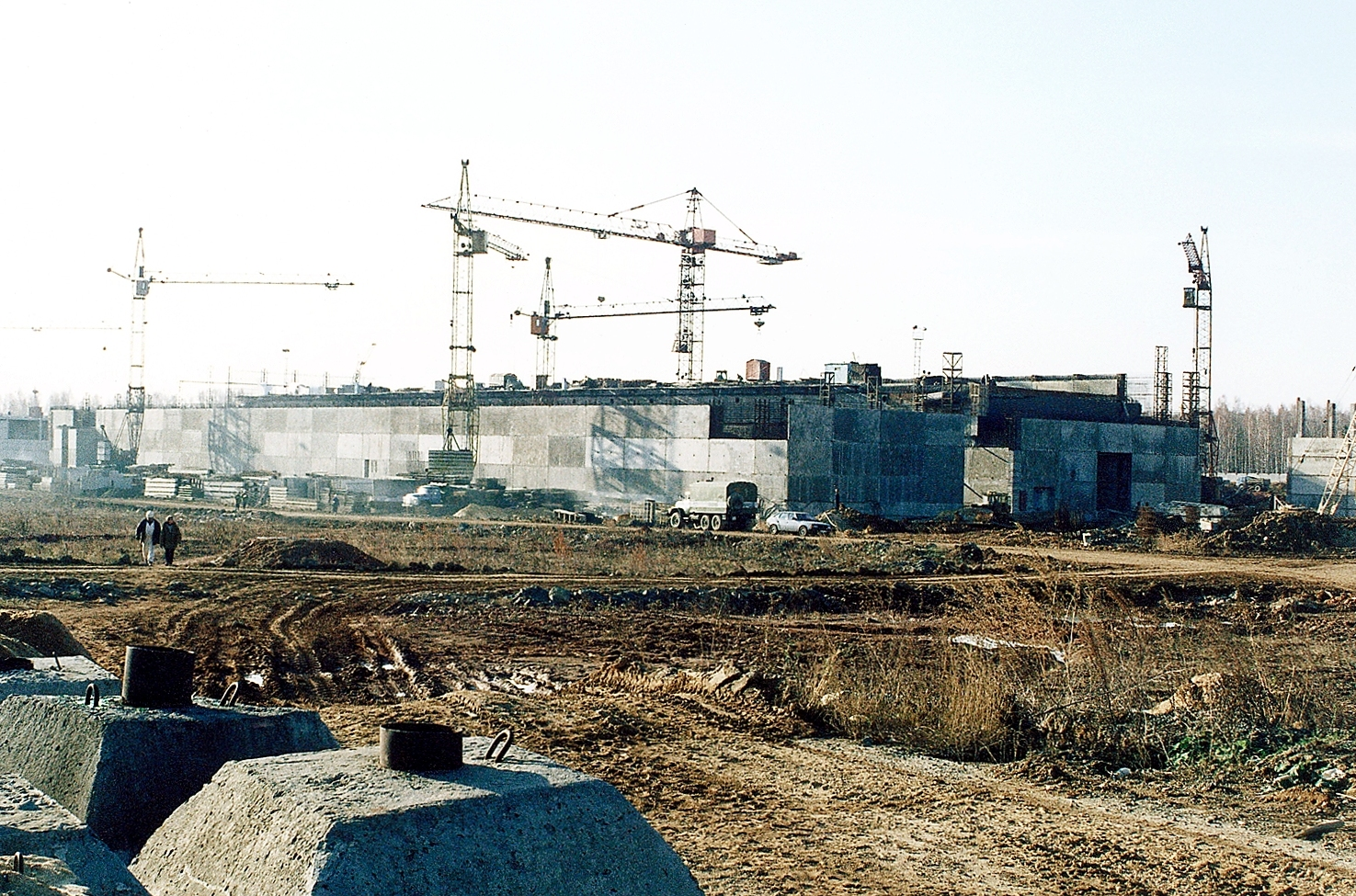
Lager für spaltbares Material während der Bauzeit

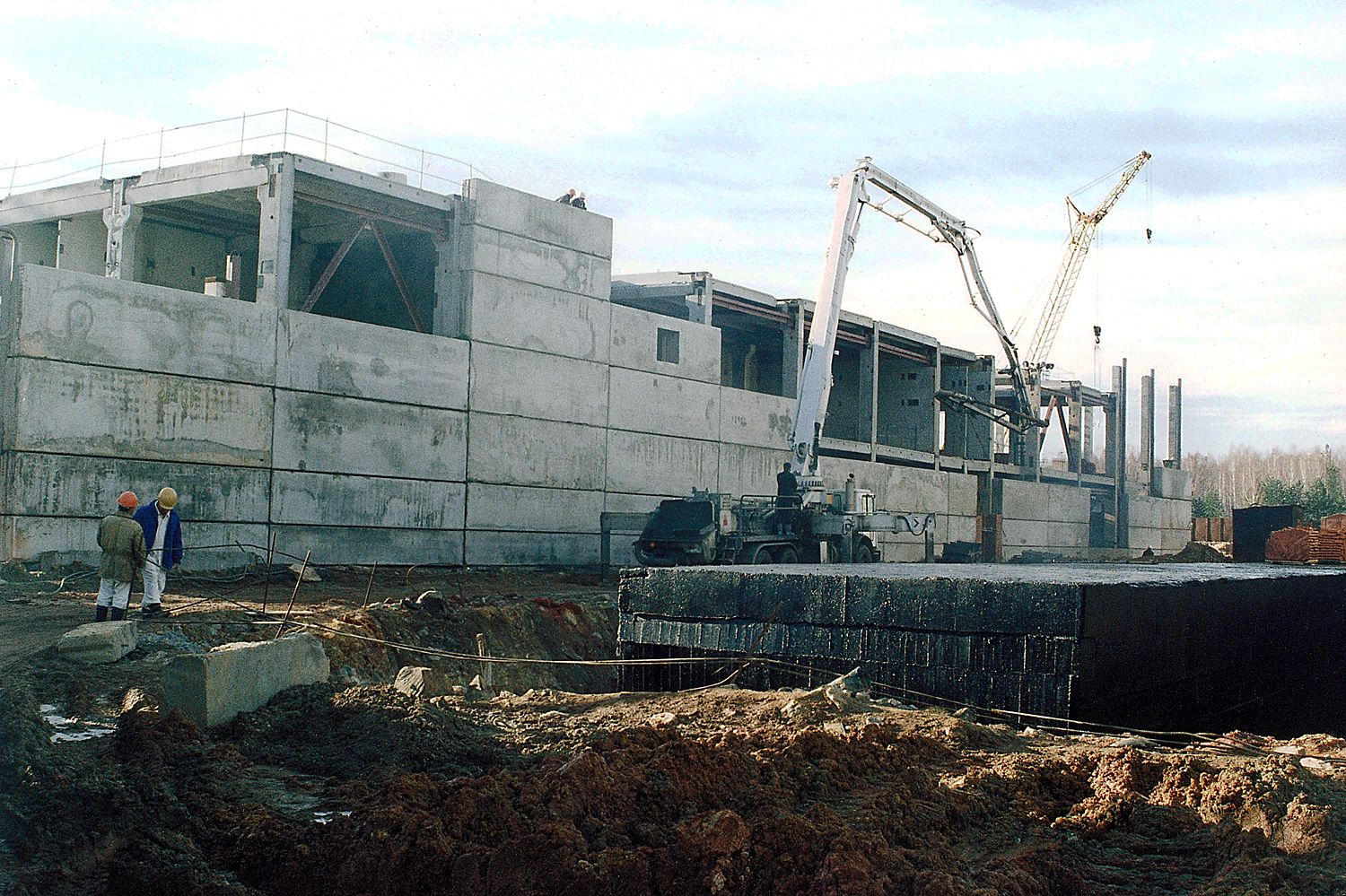
Belüftungsanlage und das Lager für spaltbares Material während der Bauzeit

Das Lager für spaltbares Material (englisch fissile material storage facility, kurz FMSF, russisch хранилище делящихся материалов, kurz ХДМ, 55° 42′ 45″ N, 60° 50′ 53″ O) wurde in Zusammenarbeit zwischen Russland und den Vereinigten Staaten im Rahmen des Nunn–Lugar Cooperative Threat Reduction (CTR)-Programms errichtet. Ziel war es, ein sowohl nuklear sicheres als auch gegen physische Zugriffe gesichertes Lager für hochangereichertes und waffenfähiges spaltbares Material zu bauen. Baubeginn war 1993, Eröffnung im Jahr 2003. Das erste Material wurde jedoch erst im Juli 2006 eingelagert, weil die Anlage vorher noch nicht voll funktionstüchtig war, es keine Einigung über Überwachungsrechte von US-Seite gab und noch nicht ausreichend ausgebildetes Personal für den Betrieb und die Bewachung verfügbar war. Am Bau waren verschiedene zivile sowie militärische US-amerikanische und russische Partner beteiligt, unter anderem das United States Army Corps of Engineers und das amerikanische Bauunternehmen Bechtel Corporation. Die Gesamtbaukosten betrugen etwa 400 Millionen US-Dollar.
Das Lager soll Erdbeben der Stärke 8 auf der Richterskala, einer Flut sowie einem Flugzeugabsturz standhalten. Es hat eine Kapazität von 50 Tonnen Plutonium und 200 Tonnen Uran und kann damit Material aus bis zu 12.500 demontierten nuklearen Sprengköpfen aufnehmen. Allerdings war im Jahr 2004 nur eine Auslastung von etwa 25 % geplant. Die geplante Nutzungsdauer des Lagers beträgt 100 Jahre.
Daneben befindet sich ein Nasslager für bis zu 560 t Uran auf dem Gelände der Wiederaufarbeitungsanlage RT-1. Im Jahr 2004 war zusätzlich ein Lager für 154 40-t-Behälter für Brennstoff von Atom-U-Booten in Bau.

### Gewässer

Entwicklung der Tetscha-Kaskade von Staubecken von 1949 bis 1964 (animiert)

Gewässer rund um die Anlage dienten und dienen zur Entsorgung und Lagerung von radioaktivem Abfall. Flüssiger radioaktiver Abfall, der vor allem bei der Aufarbeitung entstand, wurde in den ersten Jahren der Plutoniumproduktion in den Fluss Tetscha eingeleitet. Um zu verhindern, dass die im Sediment des Flusses nahe der Einleitungsstelle abgesetzten Radionuklide weiter flussabwärts gespült werden, wurde im Laufe der Zeit ein umfangreiches System aus Kanälen und Staubecken angelegt. Ursprünglich floss die Tetscha vom Irtjasch-See durch den Kysyltasch-See. Inzwischen wird das Wasser des Flusses zu großen Teilen bereits davor über den linken (nördlichen) Böschungskanal etwa 40 km lang umgeleitet, bevor es wieder ins ursprüngliche Flussbett eingeleitet wird. Dazwischen befinden sich mehrere künstlich angelegte Staubecken (V-3, V-4, V-10 und V-11) über dem ursprünglichen Flusslauf, von denen V-10 mit etwa 8.500 Tera-Becquerel (TBq, 8,5 · 1015 Bq) am stärksten radioaktiv belastet ist. Auch der Fluss Mischeljak, der früher auf Höhe des Reservoirs V-10 in die Tetscha mündete, wird über den rechten (südlichen) Böschungskanal an den Staubecken vorbei geleitet. Die Kanäle münden in den etwa 30 km² großen Asanowski-Sümpfen, die mit 220 TBq (2,2 · 1014 Bq) belastet sind.
Becken V-3 mit einer Fläche von 0,78 km² wurde 1951 angelegt. V-4 (1,6 km²) entstand über dem früheren Metlinski-Becken, als 1956 ein bereits existierender Damm erhöht wurde. Die Kapazität von V-3 und V-4 entsprach ungefähr den jährlichen Ableitungen von schwachradioaktivem Abwasser. Becken V-10 (18,6 km²) entstand im Oktober 1956 und staute das aus V-4 abfließende Wasser. Das hinterste Staubecken V-11 ist mit 47,5 km² das größte der Staubecken. Es wurde 1963 angelegt, um eine weitere Staustufe für das sich schnell füllende Becken V-10 zu bilden. Der Füllstand von V-11 ist inzwischen ebenfalls gefährlich hoch. Um den Wasserpegel zu senken, soll das Becken als Kühlwasserquelle für das im Bau befindliche Kernkraftwerk Süd-Ural dienen, da die erhöhte Wassertemperatur zu verstärkter Verdunstung führen würde. Der nördliche Böschungskanal wurde im Jahr 1962, der südliche im Jahr 1972 gebaut.
Weitere stehende Gewässer, in die flüssiger radioaktiver Abfall eingeleitet wurde, sind der Karatschai-See (Belastung ca. 4 Exa-Becquerel, 4 · 1018 Bq) und das (durch Stauung erzeugte) Staroje-Boloto-Becken (ca. 74 Peta-Becquerel, 7,4 · 1016 Bq). Der Karatschai-See wurde inzwischen zu großen Teilen mit Beton gefüllt, um Verwehungen von radioaktivem Material zu verhindern. Die Fläche wurde von 0,51 km² im Jahr 1962 auf 0,15 km² im Jahr 1994 verringert.

## Unfälle
Nach Angaben der Gesellschaft für Anlagen- und Reaktorsicherheit kam es zwischen 1948 und 2008 zu acht dokumentierten, schwerwiegenderen Ereignissen:
| Datum      | Ereignisbeschreibung                                        | INES-Stufe | Opfer                                                                                                |
| ---------- | ----------------------------------------------------------- | ---------- | --- |
| 15.03.1953 | Kritikalitätsstörfall in Behälter mit Plutoniumnitrat       | 3          | 3 Verletzte                                                                                          |
| 21.04.1957 | Kritikalitätsstörfall in Behälter mit HEU                   | 4          | 1 Toter, 10 Verletzte                                                                                |
| 29.09.1957 | Explosion eines Lagertanks (Kyschtym-Unfall)                | 6          | 1 Verletzter durch Explosion, hohe, aber nicht genau bekannte Anzahl von Opfern durch Radioaktivität |
| 02.01.1958 | Kritikalitätsstörfall in Behälter mit HEU                   | 4          | 3 Tote, 1 Verletzter                                                                                 |
| 05.12.1960 | Kritikalitätsstörfall in Behälter mit Plutoniumcarbonat     | 3          | |
| 07.09.1962 | Kritikalitätsstörfall mit Plutoniumabfall                   | 3          | |
| 16.12.1965 | Kritikalitätsstörfall mit HEU-Abfall                        | 3          | |
| 10.12.1968 | Kritikalitätsstörfall in Behälter mit einer Plutoniumlösung | 4          | 1 Toter, 1 Verletzter                                                                                |

Vom 25. September bis 7. Oktober 2017 wurde nahe Majak eine Ruthenium-106-Konzentration gemessen, die 986-fach über dem erlaubten Wert lag. Bisher gibt es noch keine offizielle Bestätigung für einen Unfall. Es wird jedoch davon ausgegangen, dass der Unfall in Zusammenhang mit einer Bestellung des Teilchenphysiklabors Laboratori Nazionali del Gran Sasso steht. Dieses hatte Jahre zuvor in Majak eine starke Strahlungsquelle bestellt. Kurz nach dem Auftreten der Strahlungswolke stornierte Majak den Auftrag und gab an, diesen nicht erfüllen zu können.
Aufgrund der radioaktiven Belastung der Arbeiter und der Bevölkerung durch den Betrieb der Anlage werden dort in den letzten Jahren verstärkt Untersuchungen zu den Auswirkungen solcher radioaktiver Belastungen auf Menschen durchgeführt.

### 21. April 1957: Kritikalitätsstörfall in Behälter mit hochangereichertem Uran
In einem Behälter, der sich in einem Handschuhkasten befand, sammelte sich zu viel Uran-Lösung, so dass diese kritisch wurde. Der Behälter platzte daraufhin auf und Teile der Lösung liefen in den Handschuhkasten. Eine Arbeiterin erhielt eine Strahlendosis von 30 bis 46 Gray und starb 12 Tage darauf. Fünf weitere Arbeiter im selben Raum wurden mit jeweils über 3 Gray verstrahlt und daraufhin strahlenkrank. Fünf weitere Personen erhielten Dosen von bis zu 1 Gray.
Auf der internationalen Bewertungsskala für nukleare Ereignisse (INES) wurde das Ereignis auf der Stufe 4 (Unfall) eingeordnet.

### 29. September 1957: Kyschtym-Unfall

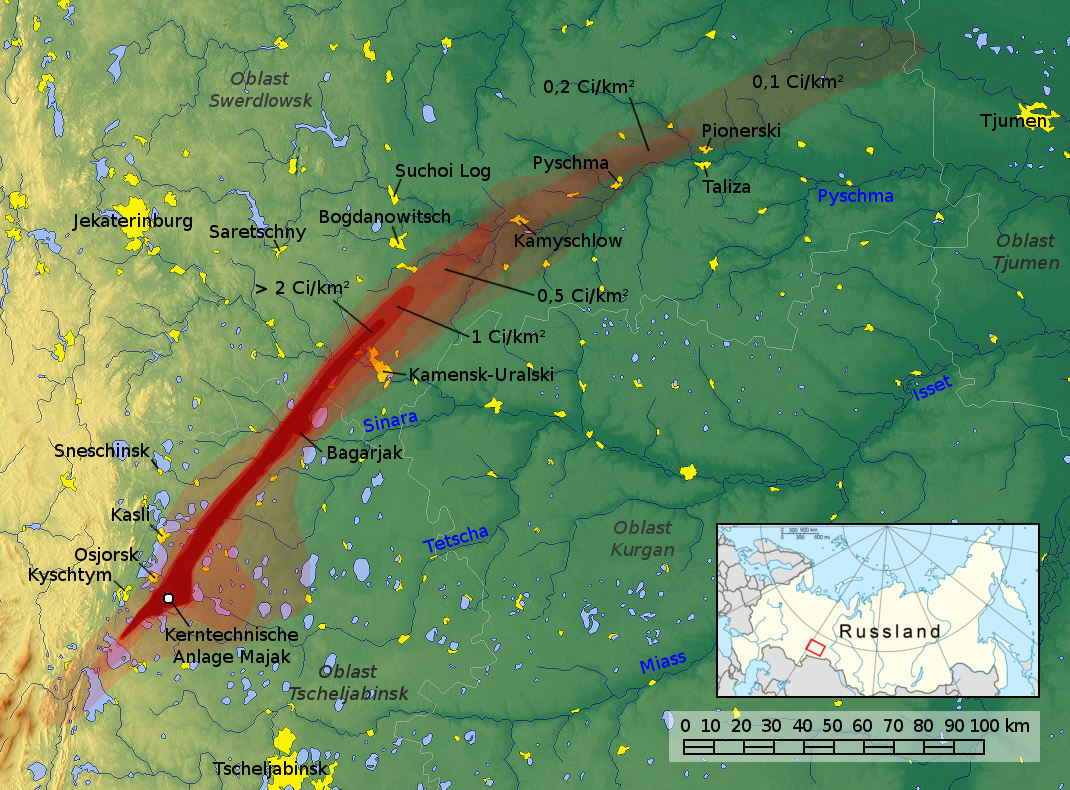
Durch den Kyschtym-Unfall kontaminiertes Gebiet (Osturalspur)

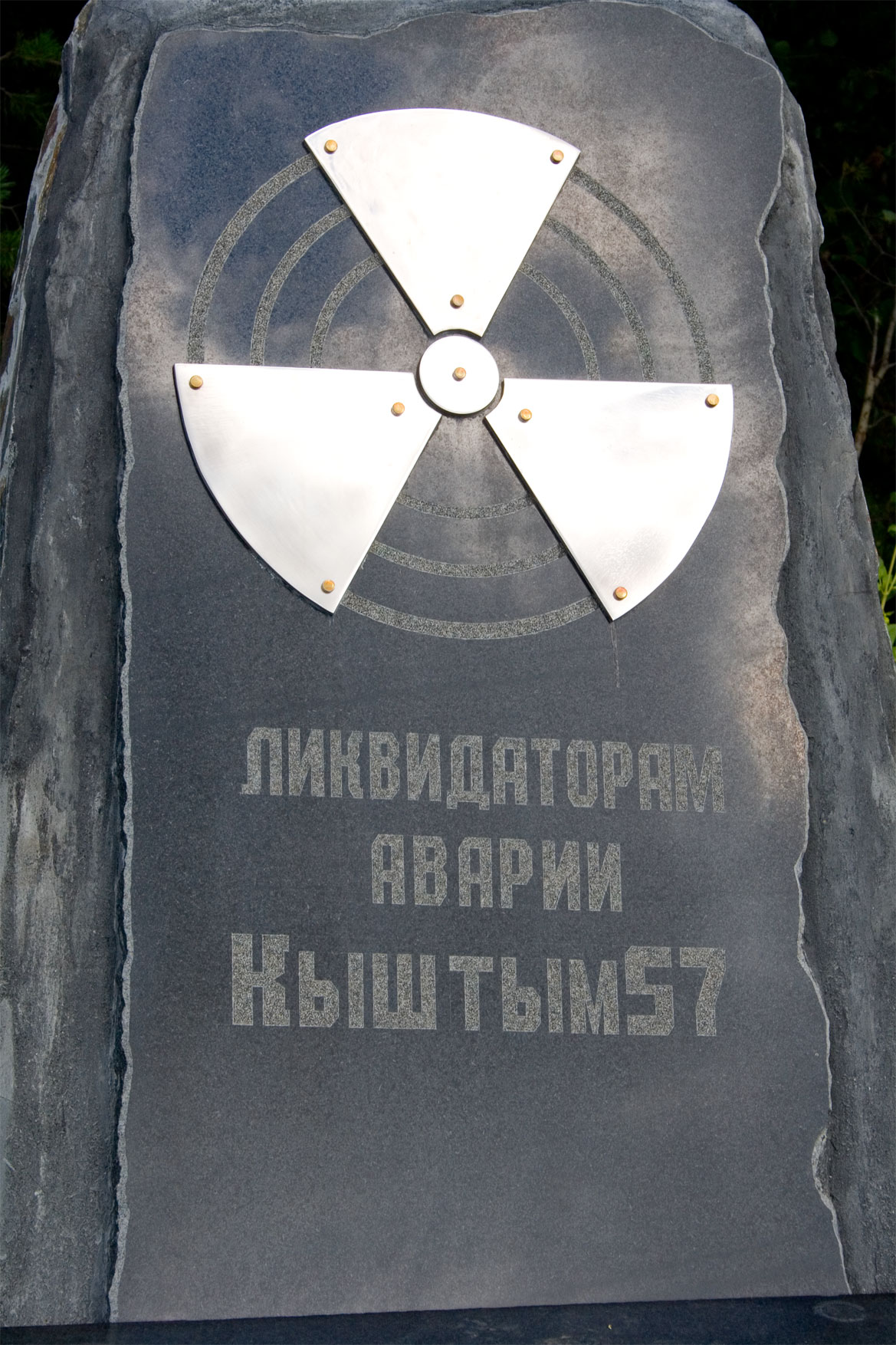
Denkmal für die Rettungskräfte des Kyschtym-Unfalls

Am 29. September 1957 löste der Funke eines internen Kontrollgeräts eine Explosion der auskristallisierten Nitratsalze in einem 300 Kubikmeter fassenden Tank mit bei der Aufbereitung entstandenen Rückständen aus. Bei der chemischen, nicht nuklearen Explosion wurden große Mengen radioaktiver Stoffe freigesetzt. Darunter befanden sich langlebige Isotope wie beispielsweise 90Sr (Halbwertszeit 29 Jahre), 137Cs (30 Jahre) und 239Pu (24.110 Jahre). Insgesamt wurde durch den Kyschtym-Unfall nach Angaben der Produktionsfirma Majak und der Behörden Materie mit einer Radioaktivität von 400 PBq (4 · 1017 Bq) über einen Bereich von etwa 20.000 Quadratkilometern verteilt. Etwa 270.000 Personen wurden erhöhten Strahlendosen ausgesetzt.
Eine Vergleichsrechnung auf Basis der von den Behörden angegebenen radioaktiven Belastung schätzt etwa 1000 zusätzliche Krebsfälle durch den Unfall.
In der Internationalen Bewertungsskala für nukleare Ereignisse (INES) stellt der Unfall von 1957 ein Ereignis der zweithöchsten Kategorie 6 dar, wohingegen die Super-GAUs in Tschernobyl (1986) und Fukushima (2011) Ereignisse der höchsten Kategorie 7 sind. Er gilt damit als der drittschwerste Nuklearunfall der Geschichte. Nach Angaben des Helmholtz Zentrums München wurden die Auswirkungen des Kyschtym-Unfalls lange Zeit unterschätzt.

### 2. Januar 1958: Kritikalitätsstörfall in Behälter mit hochangereichertem Uran
Nach einem Kritikalitätsexperiment sollte die genutzte Uran-Lösung in geometrisch sichere Behälter umgefüllt werden. Um Zeit zu sparen, umgingen die Experimentatoren die Standardprozedur zum Umfüllen, weil sie davon ausgingen, dass die verbliebene Lösung weit unterkritisch sei. Allerdings reichte durch die veränderte Geometrie beim Umfüllen die Anwesenheit der Personen aus, um genügend Neutronen zu reflektieren, damit die Lösung prompt kritisch wurde. Die Lösung explodierte und drei Arbeiter erhielten Strahlendosen von etwa 60 Gray und starben nach fünf bis sechs Tagen. Eine Arbeiterin in 3 Meter Entfernung erhielt 6 Gray, überlebte die akute Strahlenkrankheit, litt aber an schwerwiegenden Folgeerkrankungen.
Die Kritikalitätsexperimente in dieser Fabrik wurden daraufhin eingestellt. Auf der internationalen Bewertungsskala für nukleare Ereignisse (INES) wurde das Ereignis auf der Stufe 4 (Unfall) eingeordnet.

### 1967: Kontaminierte Staubstürme
Eine Dürre-Periode im Frühjahr 1967 führte zu einem absinkenden Wasserspiegel des als Zwischenlager genutzten Karatschai-Sees. Starke Winde verfrachteten zwischen dem 10. April und dem 15. Mai radioaktiv belastete Sedimentstäube von den trockenen Ufern über ein Gebiet von 1.800 bis 5.000 km2. Ihre Gesamtaktivität wird von verschiedenen Quellen auf 22 TBq bis 220 TBq (2,2 bis 22 · 1013 Bq) geschätzt.

### 10. Dezember 1968: Kritikalitätsstörfall in Behälter mit einer Plutoniumlösung
Beim improvisierten Umfüllen einer Plutoniumlösung von einem 20-Liter-Behälter in einen 60-Liter-Behälter wurde die Lösung im Zielbehälter kritisch. Nach dem resultierenden Lichtblitz und Hitzestoß ließ der Arbeiter den 20-Liter-Behälter fallen, die Reste der Plutoniumlösung darin liefen auf den Boden. Das Gebäude wurde evakuiert, und der Strahlenschutzbeauftragte untersagte den Zutritt zum Bereich. Der Schichtleiter bestand jedoch darauf, das Gebäude zu betreten und ging zusammen mit dem Strahlenschutzbeauftragten bis vor den Raum, in dem sich der Unfall ereignete. Trotz gefährlich hoher Gammastrahlenwerte ging der Schichtleiter hinein, nachdem er den Strahlenschutzbeauftragten weggeschickt hatte. Vermutlich versuchte er dann, Teile der Plutoniumlösung in einen Abwassertank zu leiten, was jedoch zu einer erneuten Kritikalität führte. Der Schichtleiter wurde mit schätzungsweise 24 Gray verstrahlt und verstarb etwa einen Monat später. Der Arbeiter erhielt etwa 7 Gray und entwickelte eine schwere akute Strahlenkrankheit; seine beiden Beine und eine Hand mussten amputiert werden.
Auf der internationalen Bewertungsskala für nukleare Ereignisse (INES) wurde das Ereignis auf der Stufe 4 (Unfall) eingeordnet.

### 31. August 1994: Brand an einem Brennstab
Während der Wiederaufarbeitung geriet am 31. August 1994 die Hülle eines Brennstabs in Brand. Dadurch wurde radioaktives Material mit einer Aktivität von 8,8 GBq (8,8 · 109 Bq) freigesetzt, was 4,36 % der erlaubten Jahresemission entspricht. Als Ursache wurde eine Nichtbeachtung von Arbeitsanweisungen ermittelt.

### 9. September 2000: Stromausfall
Nach einem 42-minütigen Stromausfall im Steuerungsraum des Atomreaktors Ludmilla setzte das Kühlsystem des Reaktors aus und es kam fast zur Schmelze.

### 26. bis 28. Juni 2007: Pipeline-Leck
Durch einen Defekt an einer Rohrleitung für radioaktive Flüssigkeiten traten diese zwei Tage lang aus einer undichten Stelle aus. Der Direktor der Anlage, Vitaly Sadovnikov, wurde wegen dieses Vorfalls von seinem Posten suspendiert.

### 25. Oktober 2007: Radioaktiver Abfall ausgelaufen
Nach offiziellen russischen Angaben wurde am 25. Oktober 2007 aus der Wiederaufarbeitungsanlage Radioaktivität freigesetzt, allerdings soll es weder Verletzte noch eine Beeinträchtigung für die Umwelt gegeben haben. Flüssiger radioaktiver Abfall sei aus einem Tank eine Straße entlang gelaufen. Als offizieller Grund wurde angegeben, dass Sicherheitsregeln nicht genügend umgesetzt worden seien. Die Erde entlang dieser Straße sei abgetragen worden.

### 22. Oktober 2008: Drei verletzte Arbeiter durch Leckage
Durch eine defekte Dichtung trat aus einem Auffangbecken radioaktives Material in Block Nr. 20 aus und verletzte drei dort arbeitende Ingenieure. Einem davon musste in der Folge ein Finger amputiert werden, um die Ausbreitung eines α-Strahlers in seinem Körper zu stoppen.

### 25./26. September 2017: Austritt von Ruthenium-106
Nach Angaben des russischen Wetterdienstes Rosgidromet wurde Ende September in Teilen Russlands eine „äußerst hohe“ Konzentration von radioaktivem Ruthenium-106 festgestellt. Die höchste Konzentration wurde laut Rosgidromet in der Messstation Argajasch, etwa 30 km von der kerntechnischen Anlage Majak entfernt, registriert. In der Woche vom 25. September bis 7. Oktober betrug die Konzentration von Ruthenium-106 dort das 986-fache des erlaubten Werts. Im Westen wurde man zuerst durch Messungen von anomalen Ruthenium-Konzentrationen in Mailand darauf aufmerksam (zum ersten Mal nach Tschernobyl), wonach bald viele weitere Meldungen folgten.  Der Atomkonzern Rosatom dementiert einen damit zusammenhängenden Zwischenfall oder eine Panne in einer Atomanlage. In einer ARTE-Sendung wird die Vermutung der russischen Umweltaktivistin Nadeschda Kutepowa in Paris für diese Messungen von erhöhtem Ruthenium-106 gegeben. Die Ursache lag danach in der Verglasungsanlage für radioaktive Abfälle in Majak. Weitere Details wurden von Forschern des französischen IRSN im wissenschaftlichen Journal „Science“ veröffentlicht, nach denen das Ruthenium-106 vermutlich in Verbindung mit der Herstellung von Neutrinogeneratoren für wissenschaftliche Zwecke stehen könnte.
Diese Ursachen-Vermutung wird auch in einer 2019 in der wissenschaftlichen Fachzeitschrift „Proceedings of the National Academy of Sciences of the United States of America“ (USA) veröffentlichten Studie geäußert. Die Studie, an der 69 Wissenschaftler beteiligt waren, beruht auf der Auswertung von 1100 atmosphärischen und 200 Bodendaten. Die Freisetzung des Ruthenium 106 durch einen abgestürzten Satelliten (wie von Russland als Möglichkeit vorgeschlagen) oder in Rumänien (die höchsten Ruthenium-Werte in der EU stammen aus der rumänischen Kleinstadt Zimnicea) wurde ausgeschlossen. Als am wahrscheinlichsten gilt den Autoren ein Unfall in einer Wiederaufbereitungsanlage im südlichen Ural, möglicherweise Majak. Die Rückrechnung der Windverhältnisse deutet darauf hin, dass die Wolke bei Zimnicea zuvor am 25. oder 26. September 2017 bei Majak war. Bei der Wiederaufarbeitung von Kernbrennstäben entsteht gasförmiges Rutheniumoxid, wird aber normalerweise aufgefangen und gesammelt. Die Wolke enthielt nur Ruthenium, keine anderen radioaktiven Produkte, die man bei einem Reaktorunfall erwarten würde, und auch für einen Unfall mit einer medizinischen Strahlenquelle war die Aktivitätskonzentration zu hoch.
Auf eine nach dem Vorfall erfolgte Nachfrage der IAEA in 44 Ländern hatten alle Länder, auch Russland, einen Vorfall verneint. Es gibt aber Interpretationsunterschiede beim internationalen Abkommen zur Meldung von Atomunfällen, wonach das nur bei grenzüberschreitenden Vorfällen oberhalb der gesundheitlichen Schwellenwerte erfolgen muss (hier war das Ruthenium zu stark verdünnt, um gesundheitliche Schäden außerhalb Russlands zu verursachen). Eine auch international besetzte Untersuchungskommission der Russischen Akademie der Wissenschaften durfte keine Messungen nahe der vermuteten Quellen (Majak) tätigen, weshalb die schwedischen Teilnehmer ausstiegen. Nach Ansicht der russischen Atomenergiebehörde Rosatom habe diese Kommission dagegen den Verdacht auf Majak zerstreut.
Nach den 2019 publizierten Untersuchungsergebnissen  weist das Isotopenverhältnis von Ruthenium 106 zu 103 darauf hin, dass Brennstäbe verarbeitet wurden, die nicht wie üblich mindestens 4 Jahre Abklingzeit hatten, sondern höchstens zwei. So „junge“ Brennstäbe können wegen ihrer Strahlung in Wiederaufbereitungsanlagen unvorhergesehene Probleme erzeugen. Als mögliche Ursache für die Verarbeitung solcher Brennstäbe wird ein Auftrag des Neutrinolabors im italienischen Gran Sasso angesehen, das eine Lieferung von Cer-144 bestellte und zwei Monate nach dem Auftreten der Ruthenium-Wolke die Mitteilung erhielt, dass Majak nicht liefern könne. Cer-144 kann auch aus alten Kernbrennstäben gewonnen werden, in der verlangten hohen Strahlungsaktivität aber nur, wenn diese noch keine zu lange Abklingzeit hatten. Der Umgang mit solch relativ jungen stärker strahlenden Brennstäben bei der Wiederaufarbeitung birgt Risiken, die womöglich in Majak unterschätzt wurden. Die chemische Zusammensetzung deutet außerdem darauf hin, dass das Ruthenium sehr hohe und im normalen Wiederaufarbeitungsprozess nicht erreichte Temperaturen durchlief, was auf die Möglichkeit einer Explosion deutet (Rutheniumtetraoxid ist dafür bekannt, bei Temperaturen über 100 °C explosionsgefährdet zu sein). Der Unfall hatte vermutlich die Stufe 5 auf der INES-Skala (die Gesamtaktivität des Rutheniums betrug ein Siebentel derjenigen in Fukushima 2011). Aus der Analyse der Messdaten lässt sich eine Gesamtfreisetzung von etwa 250 bis 400 Terabecquerel an Ruthenium-106 ableiten. Wissenschaftler grenzen den Zeitpunkt der Freisetzung auf die Zeit zwischen dem 25. September 2017, 18:00 Uhr,  und dem 26. September 2017 mittags ein – also fast auf den Tag genau 60 Jahre nach dem Unfall von 1957.

## Radioaktive Belastung
Durch die Anlage wurden große Mengen an radioaktivem Material freigesetzt, unter anderem durch den Kyschtym-Unfall im Jahr 1957. Die Folgen werden im Rahmen der wissenschaftlichen Untersuchung Southern Urals Radiation Risk Research (SOUL) seit dem 1. August 2005 untersucht. Eine wissenschaftliche Untersuchung der russischen und norwegischen Regierungen von 1997 kommt zu dem Ergebnis, dass seit 1948 von Majak 90Sr und 137Cs mit einer Aktivität von insgesamt 8,9 Exa-Becquerel (EBq, 8,9 · 1018 Bq) in die Umwelt abgegeben wurden. Das entspricht bereits fast der Gesamtaktivität des Materials, das bei der Katastrophe von Tschernobyl freigesetzt wurde (ca. 12 EBq, 12 · 1018 Bq). Dazu kommen Emissionen weiterer radioaktiver Elemente wie 239Pu. Umweltorganisationen schätzen, dass dadurch etwa 500.000 Personen erhöhte Strahlendosen erhalten haben.

### Strahlenbelastung der Arbeiter
Während der Anfangsjahre war den Verantwortlichen eine hohe Produktion von Plutonium wichtiger als die Arbeitssicherheit. Vor allem in den Wiederaufarbeitungsanlagen (Anlage B und Anlage V), aber auch bei den Reaktoren waren zwischen 1948 und 1958 die Arbeiter hohen Strahlendosen ausgesetzt. In dieser Zeit wurden 2.089 Fälle von Strahlenkrankheit gemeldet.
Bei insgesamt 17.245 Personen überschritt die jährliche Belastung mindestens einmal 0,25 Sievert (Sv). Etwa 6.000 Arbeiter erhielten Gesamtdosen von über 1 Sv. Erst nach 1958 verbesserte sich die Arbeitssicherheit schrittweise.

### Wasserkontamination

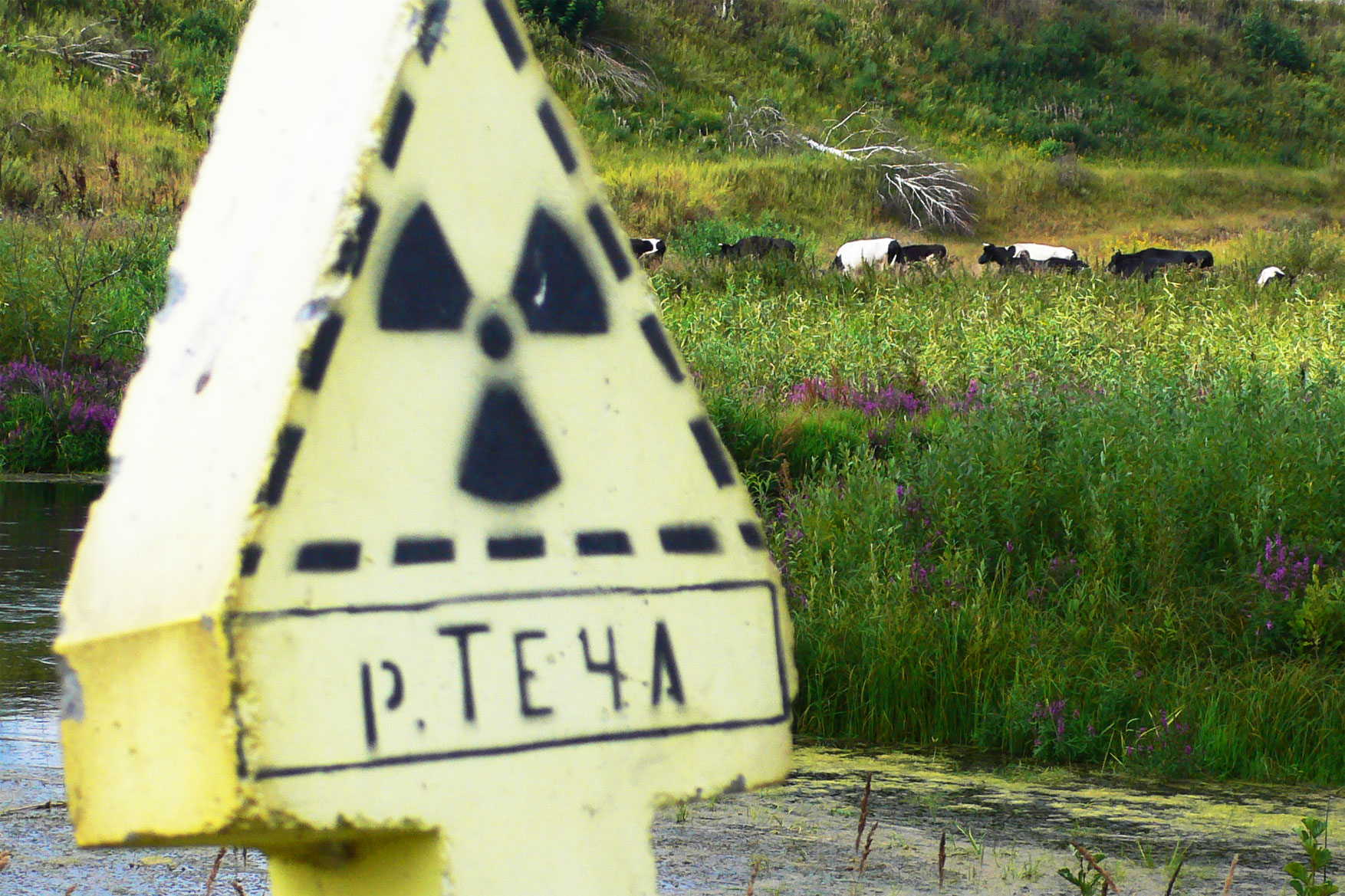
Weidende Kühe an den Ufern des radioaktiv belasteten Flusses Tetscha

Zwischen dem Beginn der Produktion im Jahr 1948 bis September 1951 wurden 78 Millionen Kubikmeter hochradioaktiven flüssigen Abfalls mit einer Gesamtaktivität von etwa 106 Peta-Becquerel (PBq, 1,06 · 1017 Bq) in den Fluss Tetscha eingeleitet, aus dem die Bewohner der Region teilweise ihr Trinkwasser bezogen. Nachdem dies zu einer starken Umweltbelastung entlang des Flusslaufs geführt hatte, wurde ab 1951 der flüssige hochradioaktive Abfall primär in den Karatschai-See abgeleitet, der keinen oberirdischen Ablauf besitzt. Seit 1953 wird der hochradioaktive Abfall in Tanks gelagert; mittelradioaktive Abfälle werden weiterhin in den Karatschai-See geleitet.
Aufgrund der radioaktiven Belastung des Flusses wurden die Bewohner zahlreicher Dörfer innerhalb der oberen 130 km des Flusslaufs umgesiedelt. Der Fluss wurde mit Stacheldraht abgesperrt und Warnschilder aufgestellt. Allerdings wurden nicht alle Dörfer evakuiert: So existiert ca. 70 km flussabwärts die Siedlung Musljumowo immer noch, ihre 4.000 Bewohner warten auf eine Umsiedlung. Die Umweltschutzorganisation Greenpeace warf den Verantwortlichen im Jahr 2011 die Veruntreuung von 2 Millionen Rubel (etwa 50.000 Euro) vor, die für die Umsiedlung vorgesehen waren. Trotz Verbots nutzen Bewohner bis heute Gebiete an der Tetscha, beispielsweise als Weidegrund für Nutztiere.
Eine Studie unter Personen, die vor 1950 geboren wurden und mindestens zwischen 1950 und 1960 in einem der 41 Dörfer an der Tetscha gelebt haben, ergab, dass etwa 3 % der Krebstode und 63 % der Leukämietode auf die erhöhte radioaktive Belastung durch die Einleitungen in den Fluss zurückzuführen sind.
Zwischen 2001 und 2004 sollen laut Angaben der zuständigen Staatsanwaltschaft erneut flüssige radioaktive Abfälle in die Tetscha eingeleitet worden sein. Gegen den Direktor der Kerntechnischen Anlage wurde Anklage erhoben, der Prozess jedoch aufgrund einer Amnestie eingestellt.
In den Karatschai-See wurde bis 1993 Abfall mit einer geschätzten Aktivität von 20 EBq (2 · 1019 Bq) eingeleitet, vor allem vor 1980. Durch Zerfall, teilweise Reinigung, aber auch Ausbreitung in darunterliegende Grundwasserschichten war die Aktivität im Jahr 2004 auf ca. 4,4 EBq (4,4 · 1018 Bq) gesunken. Der See gilt damit aber immer noch als einer der am stärksten radioaktiv belasteten Orte der Erde. Er enthielt 1995 über vier Mal soviel 90Sr und 137Cs wie die Überreste aller oberirdischen Kernwaffentests zusammen. Das kontaminierte Seewasser sickert ins Grundwasser und belastet damit die Umgebung.
Nach Aussage des Betreibers der Anlage gibt es seit dem 19. November 2010 eine neue Regelung, nach der leicht radioaktive Abfälle nicht mehr als Abfälle gelten und nun unkontrolliert in die Umwelt abgegeben werden dürfen.

### Böden
Die Gebiete der Osturalspur gelten ebenfalls als stark kontaminiert. Die radioaktive Belastung der Region ist Untersuchungsgegenstand des mehrjährigen Forschungsprojekts Southern Urals Radiation Risk Research (SOUL). An SOUL sind vier russische und elf ausländische Projektpartner beteiligt, darunter das deutsche Bundesamt für Strahlenschutz, die Technische Universität München, das Karolinska Institutet, die Aristoteles-Universität Thessaloniki, die Universität Leiden, die Universität Palermo, die University of Florida sowie Gesundheitsbehörden mehrerer Länder. Die Koordination obliegt dem Helmholtz-Zentrum München.

## Rezeption

### Film
- Dokumentarfilm: Albtraum Atommüll (Regie: Eric Guéret, 2009)
- Dokumentarfilm: Spuren eines Atomunfalls im Ural (Regie: Sebastian Mez, 2014)